# Lista de prefeitos eleitos no Acre em 2008
Na formação desta lista foram consultados arquivos on line do Tribunal Regional Eleitoral e Tribunal Superior Eleitoral, sendo à época do pleito o Acre possuía 22 municípios.
A referida disputa aconteceu dois anos após as eleições estaduais no Acre em 2006 e aconteceram nos dias 5 de outubro, o 1º turno e 26 de outubro, o 2º turno, ocasião em que Binho Marques era governador do estado.

## Prefeitos eleitos peloPT
O partido triunfou em 12 municípios, o equivalente a 54,54% do total.
| Bandeira          | Município           | Prefeito eleito                          | Partido | Nascido em      | UF           |
| ----------------- | ------------------- | ---------------------------------------- | ------- | --------------- | ------------ |
|                   | Assis Brasil        | Maria Eliane Gadelha Carius              | PT      | Assis Brasil    | Acre         |
|                   | Brasiléia           | Ana Leila Galvão Maia Moreira            | PT      | Brasiléia       | Acre         |
|                   | Capixaba            | Joais da Silva dos Santos                | PT      | Brasiléia       | Acre         |
|                   | Feijó               | José Juarez Leitão dos Santos            | PT      | Feijó           | Acre         |
|                   | Jordão              | Hilário de Holanda Melo                  | PT      | Tarauacá        | Acre         |
| Plácido de Castro | Plácido de Castro   | Paulo Cesar da Silva                     | PT      | Maringá         | Paraná       |
|                   | Porto Acre          | José Maria Rodrigues                     | PT      | Atalaia         | Minas Gerais |
| Mâncio Lima       | Porto Walter        | Neuzari Correia Pinheiro                 | PT      | Porto Walter    | Acre         |
| Rio Branco        | Rio Branco          | Raimundo Angelim Vasconcelos             | PT      | Rio Branco      | Acre         |
| Rodrigues Alves   | Rodrigues Alves     | Francisco Ernilson de Freitas            | PT      | Rodrigues Alves | Acre         |
|                   | Santa Rosa do Purus | José Brasil Barbosa da Silva             | PT      | Sena Madureira  | Acre         |
| Xapuri            | Xapuri              | Francisco Ubiracy Machado de Vasconcelos | PT      | Rio Branco      | Acre         |

## Prefeitos eleitos peloPMDB
O partido triunfou em 4 municípios, o equivalente a 18,18% do total.
| Bandeira        | Município            | Prefeito eleito            | Partido | Nascido em      | UF   |
| --------------- | -------------------- | -------------------------- | ------- | --------------- | ---- |
|                 | Bujari               | João Edvaldo Teles de Lima | PMDB    | Tarauacá        | Acre |
| Cruzeiro do Sul | Cruzeiro do Sul      | Vagner José Sales          | PMDB    | Cruzeiro do Sul | Acre |
| Mâncio Lima     | Mâncio Lima          | Cleidson de Jesus Rocha    | PMDB    | Cruzeiro do Sul | Acre |
|                 | Marechal Thaumaturgo | Randson Oliveira Almeida   | PMDB    | Tarauacá        | Acre |

## Prefeitos eleitos peloPP
O partido triunfou em 3 municípios, o equivalente a 13,63% do total.
| Bandeira              | Município     | Prefeito eleito                  | Partido | Nascido em      | UF       |
| --------------------- | ------------- | -------------------------------- | ------- | --------------- | -------- |
| Bandeira desconhecida | Acrelândia    | Vilseu Ferreira da Silva         | PP      | Pérola do Oeste | Paraná   |
|                       | Manoel Urbano | Manoel da Silva Almeida          | PP      | Sena Madureira  | Acre     |
|                       | Tarauacá      | Erisvando Torquato do Nascimento | PP      | Envira          | Amazonas |

## Prefeitos eleitos peloPR
O partido triunfou em 1 município, o equivalente a 4,54% do total.
| Bandeira | Município      | Prefeito eleito                 | Partido | Nascido em     | UF   |
| -------- | -------------- | ------------------------------- | ------- | -------------- | ---- |
|          | Sena Madureira | Nilson Roberto Areal de Almeida | PR      | Sena Madureira | Acre |

## Prefeitos eleitos peloPSDB
O partido triunfou em 1 município, o equivalente a 4,54% do total.
| Bandeira | Município        | Prefeito eleito        | Partido | Nascido em | UF   |
| -------- | ---------------- | ---------------------- | ------- | ---------- | ---- |
|          | Senador Guiomard | James Pereira da Silva | PSDB    | Rio Branco | Acre |

## Prefeitos eleitos peloPSB
O partido triunfou em 1 município, o equivalente a 4,54% do total.
| Bandeira | Município      | Prefeito eleito             | Partido | Nascido em | UF   |
| -------- | -------------- | --------------------------- | ------- | ---------- | ---- |
|          | Epitaciolândia | José Ronaldo Pessoa Pereira | PSB     | Brasileia  | Acre |